# Crocidura beccarii
Crocidura beccarii és una espècie de musaranya pertanyent a la família dels sorícids. Fou anomenada en honor del botànic italià Odoardo Beccari.

## Hàbitat
Es troba entre 1.800 i 2.200 m d'altitud.

## Distribució geogràfica
És un endemisme del nord i l'oest de Sumatra (Indonèsia)

## Estat de conservació
La desforestació causada per l'agricultura, la indústria de la fusta i els assentaments humans representen les principals amenaces per aquesta espècie.